# Divertiamoci (perché c'è feeling)
Divertiamoci (perché c'è feeling) è un singolo del duo musicale italiano Paola & Chiara, pubblicato il 3 giugno 2013 come unico estratto dall'ottavo album in studio Giungla.

## Descrizione
Il brano, prima traccia dell'ultimo album in studio del duo, ha visto la partecipazione vocale del rapper italiano Razza Krasta e ha debuttato radiofonicamente il 16 maggio 2013.
Unico singolo estratto per la promozione del nuovo disco, la canzone è anche l'ultimo singolo delle sorelle Iezzi come progetto Paola & Chiara prima dello scioglimento ufficiale avvenuto poco tempo dopo l'uscita del brano. Non è stato girato nessun videoclip.
La canzone è stata tradotta anche in lingua spagnola con il titolo Ven siente el feeling (yo me divierto asì).

## Tracce
Testi e musiche di Chiara Iezzi, Paola Iezzi, Daniele Cortese, Gianni Bini.
1. Divertiamoci (perché c'è feeling) (feat. Razza Krasta) – 3:20

EP digitale
1. Divertiamoci (perché c'è feeling) (feat. Razza Krasta) – 3:20
2. Divertiamoci (perché c'è feeling) (feat. Razza Krasta) (Manuela Doriani & Davide Gubitoso Rmx) – 3:03
3. Divertiamoci (perché c'è feeling) (feat. Razza Krasta) (Nico Romano Edit Rmx) – 3:29
4. Divertiamoci (perché c'è feeling) (feat. Razza Krasta) (Alex Molla & Mavee feat. Marco Bastianon Edit Rmx) – 3:57
5. Divertiamoci (perché c'è feeling) (feat. Razza Krasta) (Sergio Matina & Gabry Sangineto Rmx) – 7:30
6. Divertiamoci (perché c'è feeling) (feat. Razza Krasta) (Sebastian Valla Rmx) – 3:24
7. Divertiamoci (perché c'è feeling) (feat. Razza Krasta) (Nico Romano Extended Rmx) – 5:51
8. Divertiamoci (perché c'è feeling) (feat. Razza Krasta) (Alex Molla & Mavee feat. Marco Bastianon Extended Rmx) – 6:15
9. Ven siente el feeling (yo me divierto asì) (feat. Razza Krasta) – 3:22

## Classifiche
| Classifica (2013) | Posizione massima |
| ----------------- | ----------------- |
| Italia            | 40                |